# تاج (نشان‌شناسی)

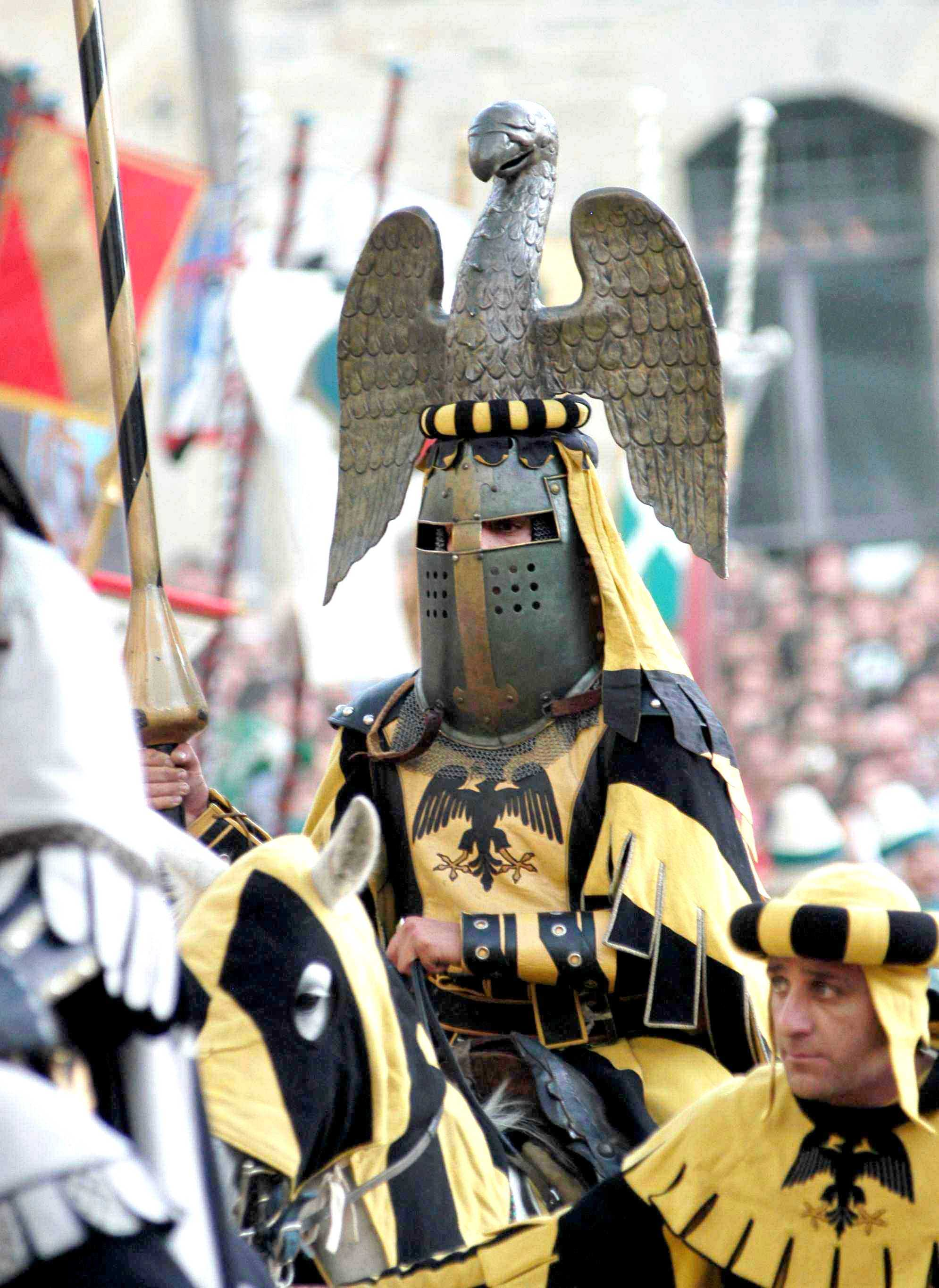
شوالیه‌ای با تاج عقاب در ساراسن جوست در آرتزو، توسکانی

تاج جزئی از یک نمایش نشان‌شناسی است که از ابزاری تشکیل شده است که در بالای کلاه‌خود قرار دارد. با سرچشمه گرفتن در مجسمه‌های تزئینی که شوالیه‌ها در مسابقات و تا حدی در نبردها می‌پوشیدند، پس از قرن شانزدهم صرفاً تصویری شدند (دوره‌ای که نشان‌شناسان از آن به عنوان «نشان‌شناسی کاغذی» یاد می‌کنند).
نشان‌شناسی به‌طور کلی در پایان سدهٔ نوزدهم و آغاز سدهٔ بیستم دستخوش نوعی رنسانس شد و بسیاری از موارد غیرمنطقی قرن‌های گذشته کنار گذاشته شد. اکنون عموماً نشان‌ها اعطا نمی‌شوند، مگر اینکه واقعاً بتوان از آنها روی یک کلاه فیزیکی استفاده کرد، و قوانین مربوط به کلاه‌ها، دیگر به‌طور سختگیرانه رعایت نمی‌شوند.